# ليزلي رووي
ليزلي رووي (بالإنجليزية: Lesley Rowe) هي عداءة سريعة نيوزيلندية، ولدت في 21 مارس 1929 في أوكلاند في نيوزيلندا، وتوفيت في 5 يوليو 2011.